# Eisriesenwelt
Eisriesenwelt (en allemand : Le monde des géants de glace) est une cavité souterraine formant une glacière naturelle située près de la ville de Werfen en Autriche dans le Land de Salzbourg, district de Sankt Johann im Pongau. C'est la plus grande glacière naturelle du monde, s'étendant sur plus de 42 kilomètres et visitée par environ 200 000 touristes chaque année.

## Localisation et formation
La grotte d'Eisriesenwelt est située dans le massif de Tennen un des massifs des Préalpes orientales septentrionales. Les montagnes de Tennen ont été formés au cours de la fin de l'ère tertiaire, au cours de la glaciation de Würm durant la période du Pléistocène. Le massif présente un relief fortement karstique. Il est constitué de calcaire du Dachstein et de dolomite de Ramsau. C'est la rivière Salzach qui a érodé le conduit à travers la montagne et formé cet écoulement de glace.

## Historique et description
La première découverte officielle de l'Eisriesenwelt est due à un naturaliste de Salzbourg, Anton Posselt, en 1879, bien qu'il n'ait exploré que les deux cents premiers mètres de la grotte. Avant sa découverte, la grotte n'était connue seulement que par la population locale, qui, croyant qu'il s'agissait d'une entrée de l'enfer, refusèrent de l'explorer davantage. Le spéléologue de Salzbourg, Alexander von Mörk (de), fut le premier à reprendre les travaux de Posselt et à explorer la grotte dès 1912. Il sera suivi, par la suite, par d'autres spéléologues. Alexander von Mörk fut tué durant la Première Guerre mondiale, et une urne contenant ses cendres est installée dans une niche à l'entrée de la grotte.
En 1920, fut édifiée une entrée pour accueillir le public ainsi qu'un accès routier pour ouvrir la grotte aux touristes.
En 1955, un téléphérique a été construit, raccourcissant la montée de 90 minutes à seulement 3 minutes. La grotte Eisriesenwelt appartient à la Commission nationale des forêts autrichiennes, qui l'a louée à l'Association d'exploration des grottes de Salzbourg depuis 1928. La Commission des forêts reçoit toujours un pourcentage sur les droits d'entrée.

## Tourisme
Cette glacière naturelle, considérée un temps comme la plus longue du monde avec ses 42 kilomètres est une grotte touristique dont l'entrée se visite.

## Galerie

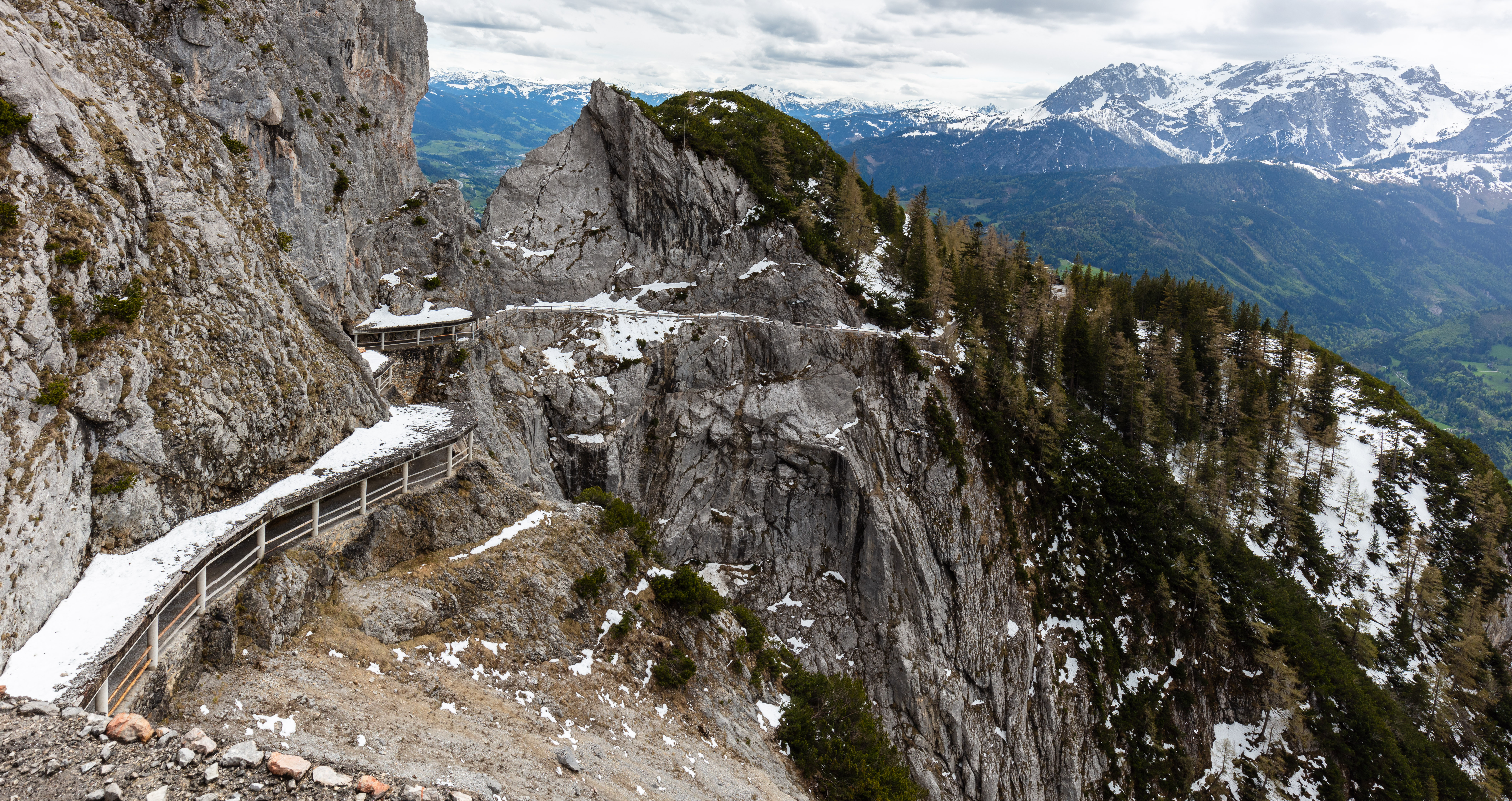
Sentier pour accéder à la grotte.
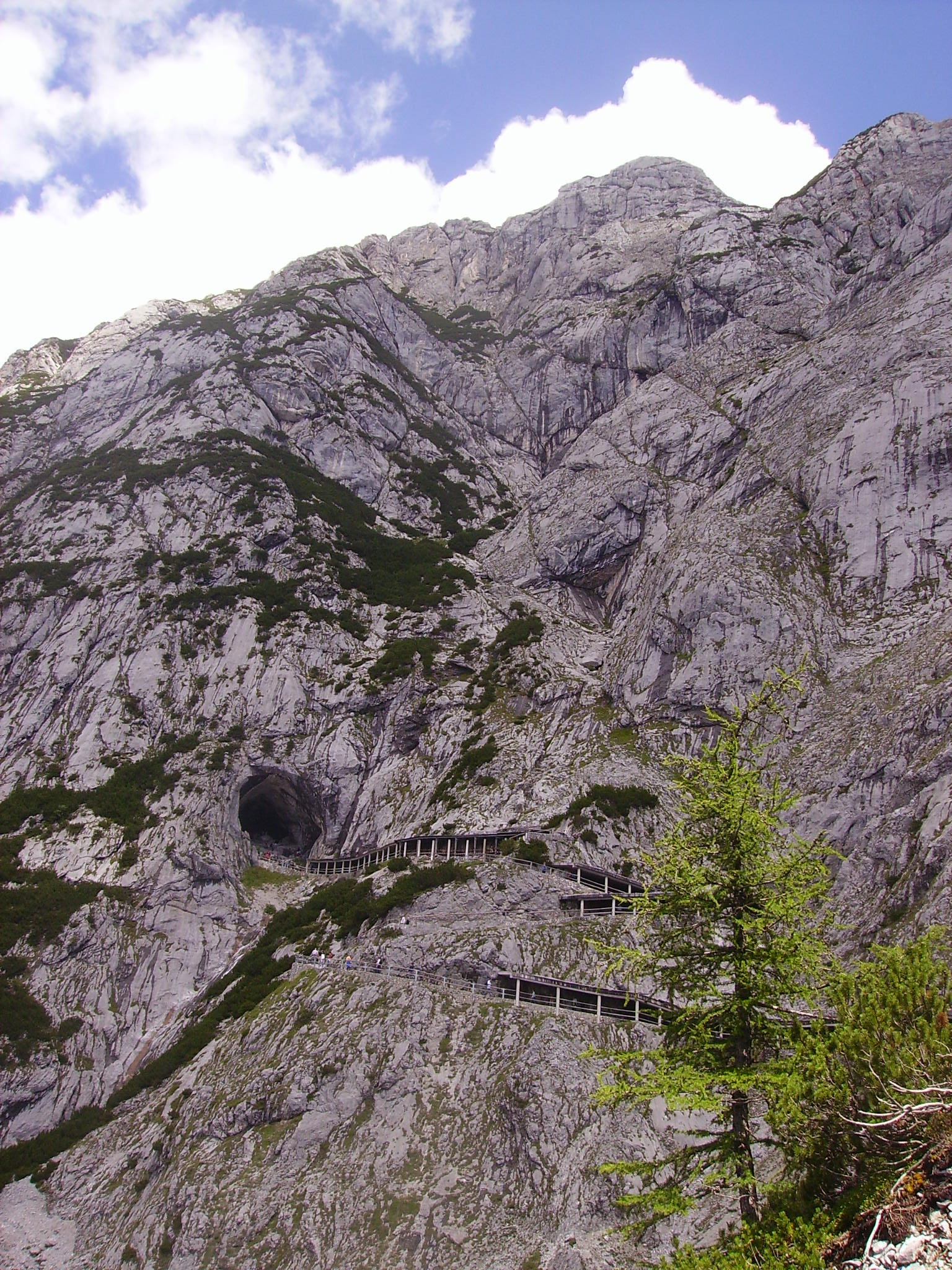
L'accès à la grotte d'Eisriesenwelt.
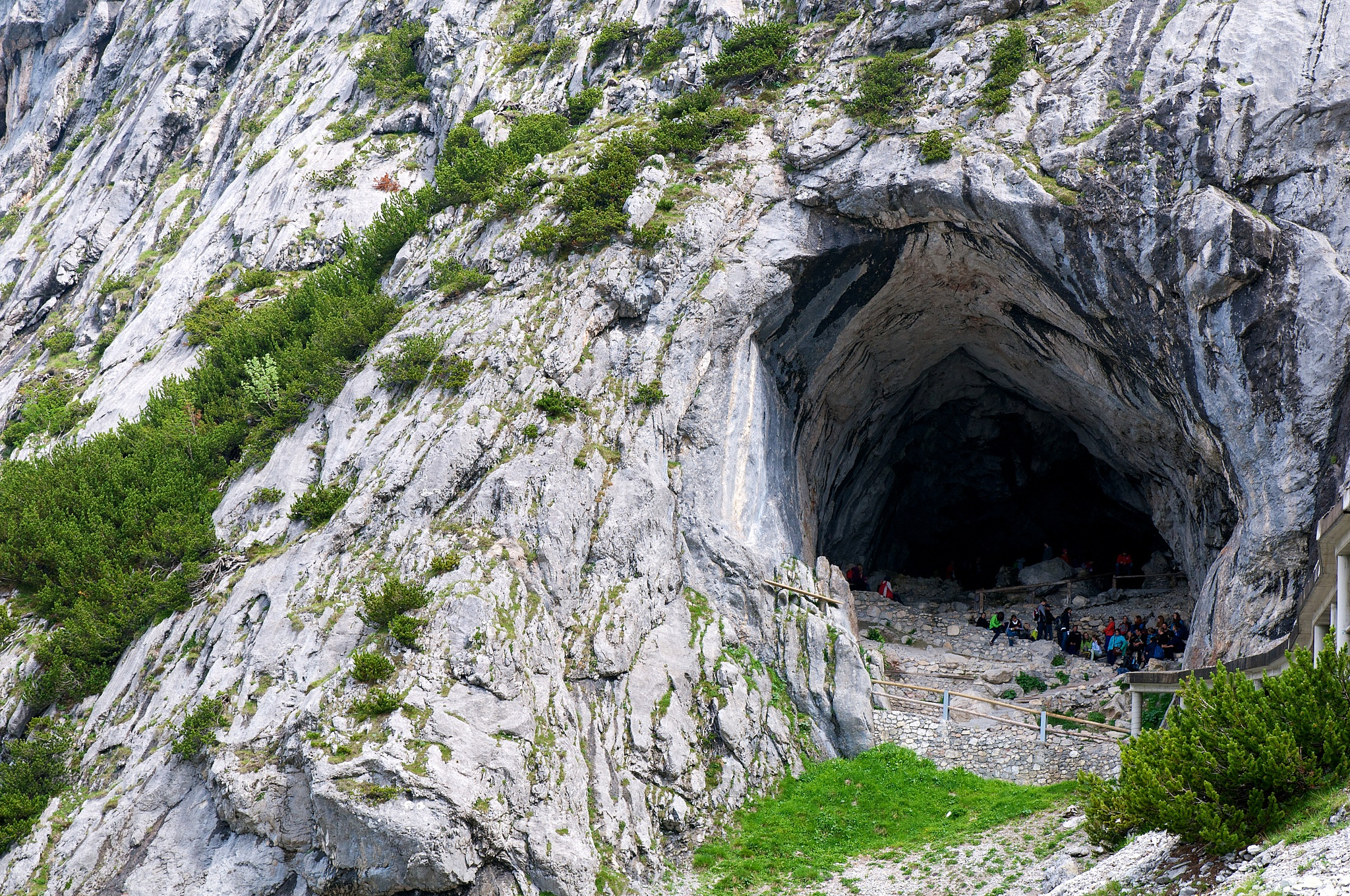
Entrée de la grotte d'Eisriesenwelt.
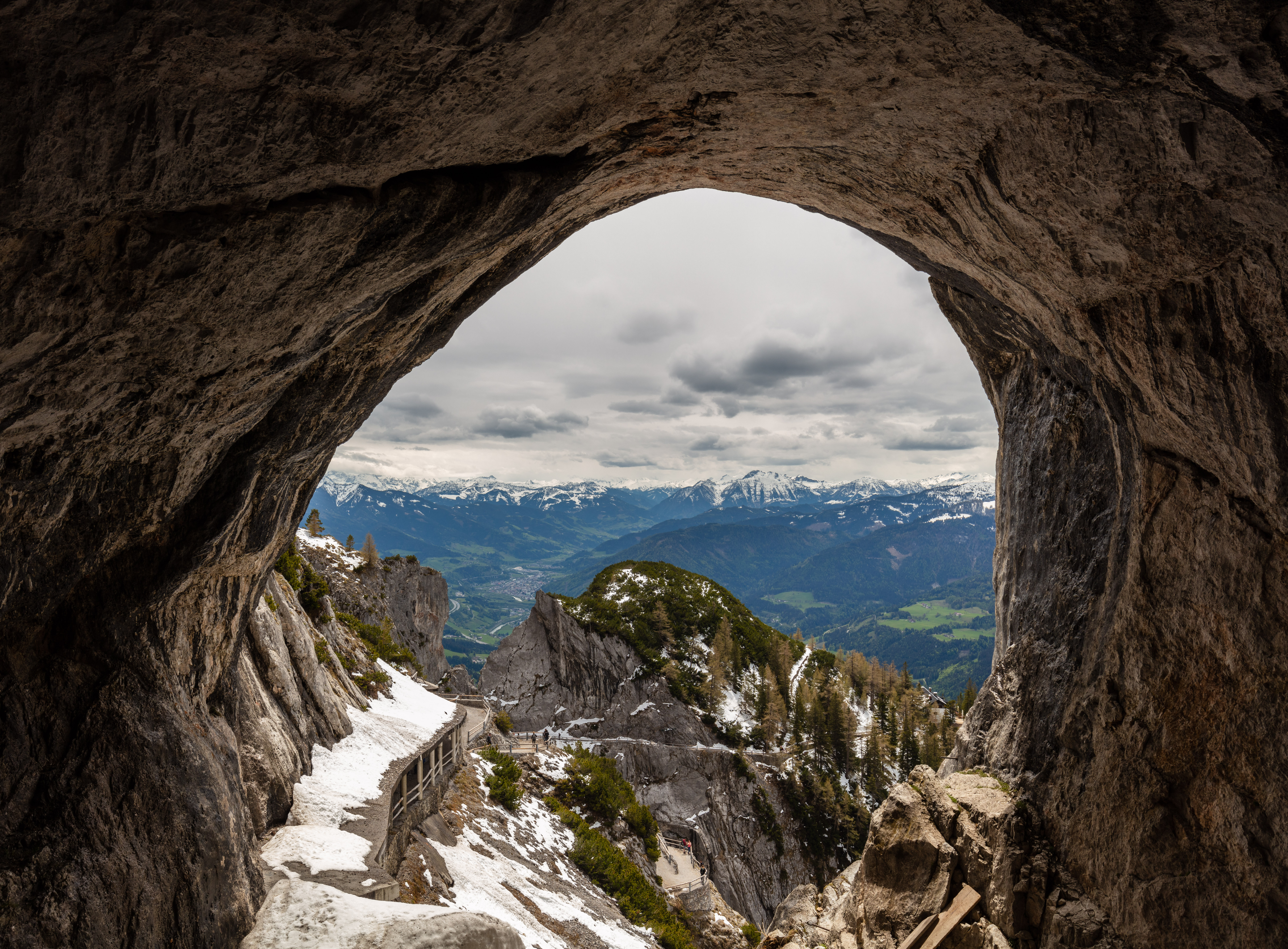
Vue extérieure depuis la grotte d'Eisriesenwelt.
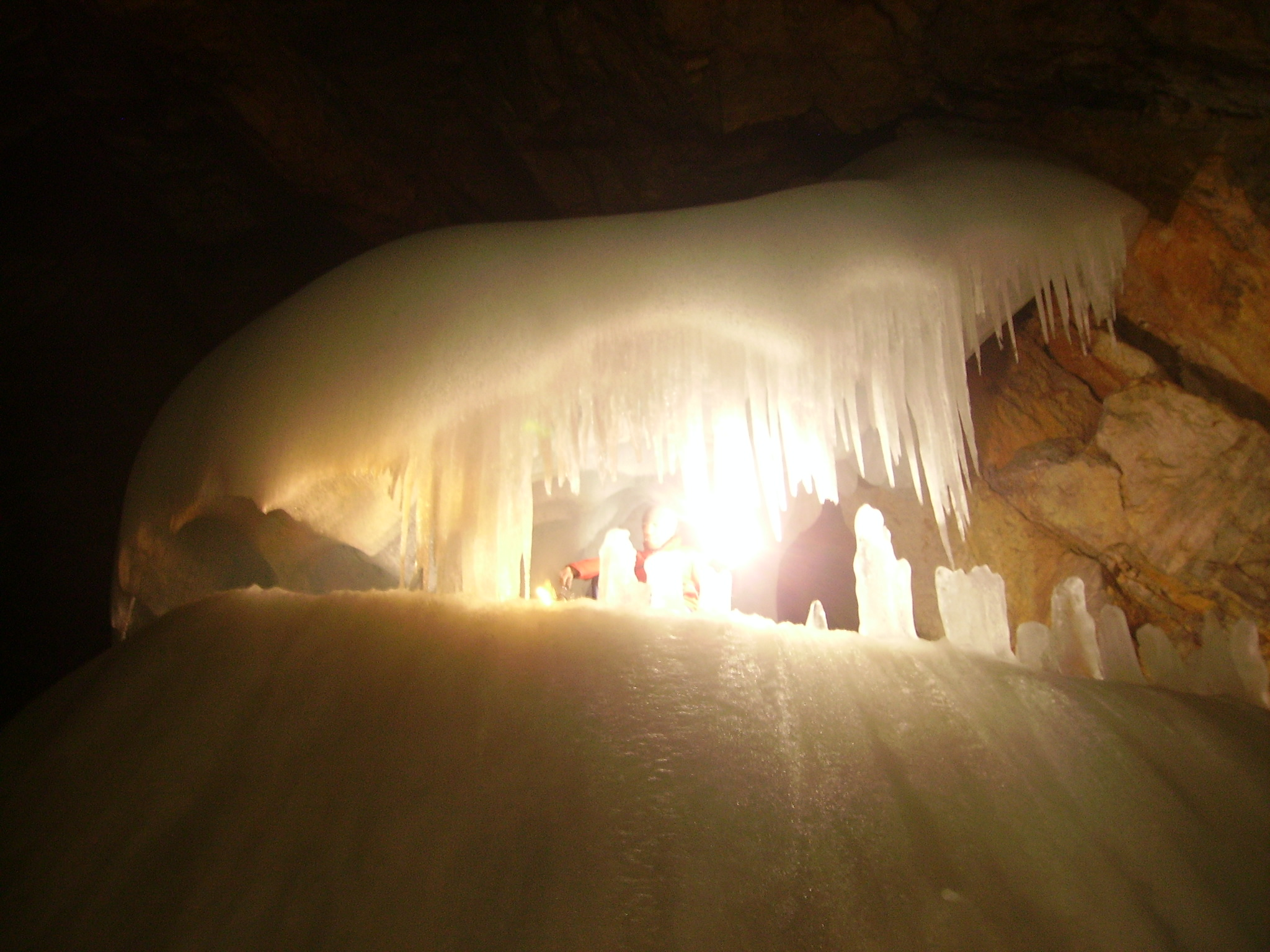
Formations de glace.
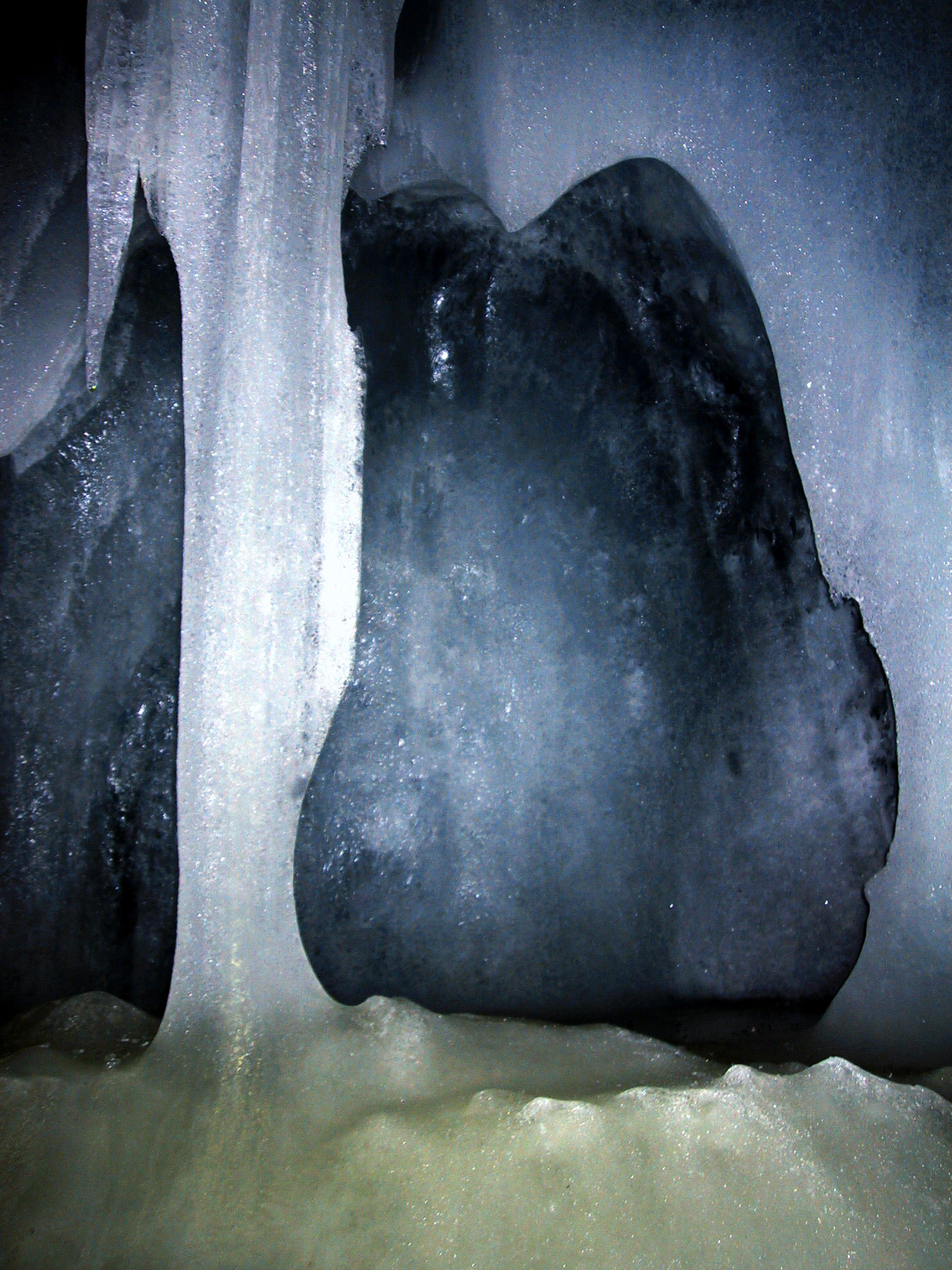
Détail.